# Turkiet i olympiska vinterspelen 2018
Turkiet deltog i de olympiska vinterspelen 2018 i Pyeongchang, Sydkorea, med en trupp på åtta atleter (fem män, tre kvinnor) fördelat på fyra sporter.
Vid invigningsceremonin bars Turkiets flagga av backhopparen Faith Aroa Ipioglu.